# کوگی، نیو ساوت ولز
کوگی (به انگلیسی: Coogee) یک حومه شهر در استرالیا است که در نیو ساوت ولز واقع شده‌است.

## توضیحات
در سال ۱۸۳۸، کوجی به‌عنوان یک روستا اعلام شد. اولین مدرسه در سال ۱۸۶۳ ساخته شد و این ساختمان در سال ۱۸۷۳ به هتل خلیج کوجی تبدیل شد.
کوجی، یکی از زیباترین حومه‌های ساحلی سیدنی، ترکیبی منحصر به فرد از سبک زندگی، جامعه و فرصت‌های ملکی را ارائه می‌دهد. کوجی یکی از پرجمعیت‌ترین مناطق استرالیا است، با خانه‌های مسکونی از همه سبک‌ها که از دهه ۱۹۳۰ وجود دارند.  تعدادی از خانه‌های جداگانه نیز حفظ شده‌اند.
خیابان کوجی بی رود از راندویک به ساحل کوجی ادامه دارد که به دلیل شکل خلیجی خود نسبتاً محافظت شده است. خط ساحلی اطراف عمدتاً از صخره‌ها تشکیل شده و در قسمت غربی خلیج به ساحل کوتاه‌تر می‌شود. خلیج با جزیره وِدینگ کیک از دریاهای طوفانی محافظت می‌شود، یک صخره دریایی که در حدود ۸۰۰ متر از دماغه جنوبی قرار دارد. دو بار در سال یک رویداد شنا در اطراف جزیره برگزار می‌شود، که معمولاً در ماه نوامبر و آوریل است. در امواج بزرگتر، جریان‌های بازگشتی اغلب در هر دو انتهای شمالی و جنوبی و همچنین در مرکز ساحل مشاهده می‌شوند.
در انتهای شمالی ساحل، پلکان‌هایی به سمت پایین دماغه دلفین پوینت به حمام‌های قدیمی جایلز می‌رود. اکنون اینجا یک استخر سنگی باز است که در صخره‌های اطراف حک شده است. این منطقه اکنون به عنوان "دماغه دلفین پوینت" شناخته می‌شود. یک درگاه و مجسمه برنزی چهار متری به عنوان یادبودی برای بیست قربانی استرالیایی بمب‌گذاری در سال ۲۰۰۲ در بالی، که از ساکنان کوجی و حومه‌های اطراف بودند، از جمله شش عضو تیم لیگ راگبی "کوجی دلفینز" عمل می‌کند.
کوجی بخشی از شهر راندویک است، که با کلوولی ناحیه شرقی را تشکیل می‌دهد. کوجی در حوزه انتخابیه فدرال کینگزفورد اسمیت واقع شده است (که کل جنوب شرقی سیدنی را پوشش می‌دهد)، به‌طور تاریخی کوجی بخشی از حوزه انتخابیه ونتورث و سپس فیلیپ بوده است. کوجی در حوزه انتخابیه ایالتی کوجی قرار دارد (که همچنین حومه‌های راندویک، ویورلی، کلوولی، برانته و باندای جانکشن را شامل می‌شود). کوجی در حال حاضر هم در سطح فدرال و هم در سطح ایالتی توسط حزب کارگر استرالیا نمایندگی می‌شود.